# Городище (Немский район)
Городище — деревня в составе Немского района Кировской области. 

## География
Находится на расстоянии примерно 23 километра по прямой на север-северо-запад от районного центра поселка Нема.

## История
Деревня известна с 1717 года, когда в ней было учтено 9 дворов и 47 жителей, в 1778 году 196 жителей. В 1873 году учтено дворов 53 и жителей 412, в 1905 68 и 397, в 1926 67 и 401, в 1950 71 и 270 соответственно, в 1989 337 жителей. До 2021 года входила в  Архангельское сельское поселение Немского района, ныне непосредственно в составе Немского района.

## Население
Постоянное население  составляло 363 человека (русские 97%) в 2002 году, 312 в 2010.